# William Rowley
Pour les articles homonymes, voir Rowley.
William Rowley (1585 ? - février 1626) est un dramaturge et acteur élisabéthain.
On lui attribue plus d'une quinzaine de pièces écrites en collaboration avec ses contemporains, notamment :
- The Witch of Edmonton (avec Thomas Dekker et John Ford)
- The Changeling (avec Thomas Middleton).

Comme pour tous les auteurs de l'époque, on ne dispose aujourd'hui que de peu d'informations sur Rowley. On suppose qu'il a été acteur dans la troupe de William Shakespeare. Restent les pièces publiées et « sauvées ».